# Yuri González Vidal
Yuri González Vidal (Marianao, província de L'Havana, 12 de gener de 1981) és un jugador d'escacs cubà, que té el títol de Gran Mestre des de 2009.
A la llista d'Elo de la FIDE del setembre de 2020, hi tenia un Elo de 2518 punts, cosa que en feia el jugador número 9 (en actiu) de Cuba. El seu màxim Elo va ser de 2563 punts, a la llista de juliol de 2012 (posició 394 al rànquing mundial).

## Resultats destacats en competició
El 1999, va guanyar el torneig de L'Havana. El 2001, va guanyar el torneig Memorial Guillermo García González de Santa Clara, i va obtenir el primer lloc a l'Havana, juntament amb Yuniesky Quezada i Holden Hernández.
El 2003, va guanyar el torneig de Santa Clara. El 2004, fou segon a l'Obert de Barberà del Vallès, empatant a 7 punts amb el campió Evgeni Janev i el tercer classificat Frank de la Paz. El 2005, va guanyar el torneig de Badalona, el de Galapagar, empatant amb Pablo Almagro Llamas i Omar Almeida Quintana, i també va guanyar el torneig Obert Memorial Capablanca empatat amb Walter Arencibia.
El 2007, fou quart al torneig Ciutat de Moncada, empatant amb els tres primers classificats Fabien Libiszewski, Stefan Bromberger i Aleksiej Barsow, i va guanyar el torneig d'Oviedo, empatat amb Marcin Tazbir i Omar Almeida.
El 2008, va guanyar el torneig de L'Havana. El 2010, empatà als llocs 1r-6è al 4t Torneo Internacional de Ajedrez Ciudad de La Laguna, amb Bojan Kurajica, Lázaro Bruzón, Ievgueni Gléizerov, Kamil Mitoń i Bartłomiej Heberla.
El 2008 fou segon al XVI Obert de Montcada, per davant de Lázaro Bruzón (el campió fou Julian Radulski), i va repetir el resultat a l'edició de 2010.
Va participar en l'Olimpíada d'escacs de 2014 jugada a Tromsø (Noruega), on l'equip cubà hi fou setè.
El 2018 es proclamà campió de Cuba.